# Jurgis Gedminas
Jurgis Gedminas (ur. 1902 w Kownie, zm. ?) – litewski kolarz, olimpijczyk.
W latach 1929–1933 wywalczył 16 złotych medali na kolarskich mistrzostwach Litwy (głównie w konkurencjach sprinterskich). W 1929 roku wygrał wyścig na dystansie 110 km. W 1930 roku zwyciężył na dystansach 100 m, 200 m i 500 m. Najlepszymi mistrzostwami były zawody w 1931 roku – Gedminas wygrał wszystkie rozgrywane konkurencje (200 m, 1 km, 10 km, 30 km, 50 km). W 1932 roku wygrał na dystansach 500 m, 1 km, 1,5 km i 5 km, natomiast w 1933 roku zdobył złoto w wyścigach na 100 m, 200 m i 500 m.
Uczestnik Letnich Igrzysk Olimpijskich 1928 w Amsterdamie. Wystąpił w indywidualnej i drużynowej jeździe na czas. W zawodach indywidualnych zajął 55. miejsce wśród 63 sklasyfikowanych kolarzy, natomiast w zmaganiach drużynowych został niesklasyfikowany.